# Jalkapallon suomenmestaruuskilpailut 1927
Devatenáctý ročník Jalkapallon suomenmestaruuskilpailut (Finského fotbalového mistrovství) se konal za účastí čtyř klubů v roce 1927.
Vítězem turnaje se stal počtvrté ve své klubové historii a podruhé za sebou HPS, který porazil ve finále Viipurin Reipas 6:0.